# Puchar Europy w Wielobojach 1977
3. Puchar Europy w wielobojach - cykl zawodów lekkoatletycznych zorganizowanych przez European Athletics latem 1977 roku. Finał pucharu Europy odbył się 17 i 18 września we francuskim Lille. Rywalizację wśród mężczyzn oraz wśród kobiet wygrała reprezentacja Związku Radzieckiego.

## Rezultaty

### Finał pucharu Europy

#### Mężczyźni
| Pozycja | Reprezentacja   | Wynik (pkt) |
| ------- | --------------- | ----------- |
| 1       | ZSRR            | 24303       |
| 2       | RFN             | 24049       |
| 3       | NRD             | 23928       |
| 4       | Francja         | 23508       |
| 5       | Szwecja         | 22408       |
| 6       | Polska          | 22282       |
| 7       | Czechosłowacja  | 21756       |
| 8       | Wielka Brytania | 18837       |

#### Kobiety
| Pozycja | Reprezentacja   | Wynik (pkt) |
| ------- | --------------- | ----------- |
| 1       | ZSRR            | 13708       |
| 2       | RFN             | 12835       |
| 3       | Francja         | 12277       |
| 4       | Wielka Brytania | 12231       |
| 5       | Holandia        | 12139       |
| 6       | Bułgaria        | 12117       |
| 7       | Węgry           | 11970       |
| 8       | Belgia          | 11186       |

### Półfinały
Zawody półfinałowe w sezonie 1977 odbyły się w pięciu miastach. Wieloboiści rywalizowali w Kopenhadze, Hanowerze (tylko panowie), Götzis (tylko panie), Kiszyniowie oraz Sittard. Zaznaczone na zielono reprezentacje wywalczyły awans do wrześniowego finału.

#### Kopenhaga

##### Mężczyźni
| Pozycja | Reprezentacja  | Wynik (pkt) |
| ------- | -------------- | ----------- |
| 1       | Czechosłowacja | 22714       |
| 2       | Norwegia       | 20555       |
| 3       | Dania          | 20397       |
| 4       | Islandia       | 19821       |

##### Kobiety
| Pozycja | Reprezentacja  | Wynik (pkt) |
| ------- | -------------- | ----------- |
| 1       | Norwegia       | 11155       |
| 2       | Czechosłowacja | 11154       |
| 3       | Dania          | 11136       |
| 4       | Islandia       | 9872        |

#### Hanower
| Pozycja | Reprezentacja | Wynik (pkt) |
| ------- | ------------- | ----------- |
| 1       | RFN           | 23674       |
| 2       | Finlandia     | 22418       |
| 3       | Szwajcaria    | 14504       |

#### Götzis
| Pozycja | Reprezentacja | Wynik (pkt) |
| ------- | ------------- | ----------- |
| 1       | Węgry         | 11933       |
| 2       | Szwajcaria    | 11656       |
| 3       | Austria       | 11487       |
| 4       | Francja       | 11298       |
| 5       | Włochy        | 10918       |
| 6       | Hiszpania     | 10208       |

#### Kiszyniów

##### Mężczyźni
| Pozycja | Reprezentacja | Wynik (pkt) |
| ------- | ------------- | ----------- |
| 1       | ZSRR          | 23400       |
| 2       | NRD           | 22455       |
| 3       | Bułgaria      | 22150       |

##### Kobiety
| Pozycja | Reprezentacja | Wynik (pkt) |
| ------- | ------------- | ----------- |
| 1       | ZSRR          | 13478       |
| 2       | NRD           | 12497       |
| 3       | Bułgaria      | 12245       |

#### Sittard

##### Mężczyźni
| Pozycja | Reprezentacja | Wynik (pkt) |
| ------- | ------------- | ----------- |
| 1       | NRD           | 22434       |
| 2       | Holandia      | 21260       |
| 3       | Belgia        | 18784       |

##### Kobiety
| Pozycja | Reprezentacja   | Wynik (pkt) |
| ------- | --------------- | ----------- |
| 1       | Wielka Brytania | 12573       |
| 2       | Holandia        | 12362       |
| 3       | Belgia          | 11719       |
| 4       | Szwecja         | 11469       |